# Daniela (telenovela)
Daniela es una telenovela mexicana del año 2002. Fue una coproducción de Argos Comunicación y Telemundo. Versión de la telenovela peruana La rica Vicky que fuera escrita por Pablo Serra y Erika Johanson. Esta telenovela consta de 120 capítulos al igual que la original y está protagonizada por Litzy y Rodrigo de la Rosa, con las participaciones antagónicas de Osvaldo Benavides, Ximena Rubio y Martha Zamora.

## Trama
Una bella joven (Litzy) sueña con ser bailarina y encontrar el verdadero amor pero por cosas del destino, queda huérfana y se ve obligada a irse a la capital a vivir con su padre Poncho (René Gatica) y su esposa Enriqueta (Marta Zamora). Desde su llegada a la casa de su padre, Daniela se encuentra con el rechazo de su madrastra por ser la hija de una infidelidad de su marido. Su media hermana, Marylin (Masha Kostiurina), tampoco ve con buenos ojos la llegada de Daniela a su casa. Pero Daniela sí es bien recibida por su abuela Chelito y su hermano Roger, un muchacho que regresa de Brasil convertido en Renata, lo cual genera todo un escándalo en el barrio. Renata ha triunfado en Brasil como vedette y ayuda a Daniela a convertirse en toda una bailarina profesional. Daniela lucha por llegar a realizar su objetivo mientras se encuentra entre el amor de dos jóvenes: Andrés Miranda, noble, sensible y de bajos recursos y Mauricio Lavalle (Rodrigo de la Rosa), millonario, seductor y apasionado. Estos dos jóvenes lucharán a muerte por el amor de Daniela convirtiéndose en enemigos pero desconociendo un terrible secreto que pudiera cambiarlo todo.

## Elenco
- Litzy - Daniela Gamboa
- Rodrigo de la Rosa - Mauricio Lavalle Abascal
- Osvaldo Benavides - Andrés Miranda
- Ximena Rubio - Paola Arango
- Roberto Escobar - Armando Vogue Humboldt
- Alexandra de la Mora - Renata Gamboa / Renata Vergel
- Elvira Monsell - Isabel Miranda
- Martha Zamora - Enriqueta "Queta" Montijo de Gamboa
- René Gatica - Alfonso Gamboa
- Pilar Ixquic Mata - Laura de Arango
- Marco Treviño - Osvaldo Lavalle
- Tara Parra - Consuelo "Chelito" Gamboa
- Rocío Verdejo - Claudia La Parra
- Rodrigo Oviedo - Rafael "Rafa" Valdéz Torres
- Virgilio García - Fabián Gamboa
- Elizabeth Guindi - Regina Abascal de Lavalle
- Teresa Tuccio - Gabriela Arango
- Luis Cárdenas - Federico Arango
- Magali Boyselle - María Elena "La Nena" Valdéz Torres
- Socorro de la Campa - Doña Julia Torres Vda. de Valdéz
- Masha Kostiurina - María de la Luz "Marilyn" Gamboa Montijo
- Gustavo Navarro - Larry Campbell
- Alma Frether - Camila Lavalle Abascal
- Marco Pérez de Alba - Lucho
- Katalina Krueger - Asunción Farell
- Griselda Contreras - Amalia Duque
- Alfredo Anhert - Carlos
- Armando Pascual - Rómulo
- Ludyvina Velarde - Anastacia Sánchez Bukowski / Celestina Pérez-Sibar
- María Elena Olivares - Nilda Morelos
- Luis Yeverino - Doctor Bizcocho
- Lucha Moreno

## Versiones
- La rica Vicky, telenovela producida en Perú y transmitida por Frecuencia Latina en 1997, protagonizada por Virna Flores e Ismael La Rosa.[1]
- Belinda, telenovela mexicana producida por Tv Azteca en el año 2004, protagonizada por Mariana Torres y Leonardo García.